# Argentinië op de Olympische Zomerspelen 1972
Argentinië nam deel aan de Olympische Zomerspelen 1972 in München, West-Duitsland. Voor de vijfde achtereenvolgende keer werd geen gouden medaille gewonnen. Het ene zilver was goed voor de 33e plaats in het medailleklassement.

## Medaillewinnaars
| Sport  | Olympiër        | Onderdeel | Medaille |
| ------ | --------------- | --------- | -------- |
| Roeien | Alberto Demiddi | skiff (m) | Zilver   |

## Resultaten per onderdeel

### Atletiek
| Olympiër             | Discipline            | Resultaat | Prestatie                                       |
| -------------------- | --------------------- | --------- | ----------------------------------------------- |
| Andrés Calonge       | 100m (m)              | 43e       | serie 9: 4e in 10,73                            |
| Andrés Calonge       | 200m (m)              | 29e       | serie 3: 3e in 21,39 kwartfinale 2: 6e in 21,11 |
| Carlos Angel Dalurzo | 800m (m)              | 39e       | serie 5: 5e in 1.50,6                           |
| Nazario Araujo       | marathon (m)          | DNF       | niet gefinisht                                  |
| Ramón Cabrera        | marathon (m)          | 55e       | 2:42.37                                         |
| Fernando Molina      | marathon (m)          | 53e       | 2:38.18                                         |
| Adalberto Scorza     | 50km snelwandelen (m) | 28e       | 4:42.41,4                                       |
| Luis Barrionuevo     | hoogspringen (m)      | 36e       | kwalificatie groep B: 14e met 1,90m             |
| José Alberto Vallejo | hamerslingeren (m)    | 30e       | kwalificatie groep B: 16e met 60,08m            |
|                      |                       |           |                                                 |
| Irene Fitzner        | 100m (v)              | 42e       | serie 3: 8e in 12,51                            |

### Boksen
| Olympiër            | Discipline  | Resultaat | Prestatie |
| ------------------- | ----------- | --------- | --- |
| Carlos Leyes        | -48kg (m)   | 17e       | 1e ronde: V van URS Ivanov: 0-5                                                                                  |
| Mario Ortíz         | -57kg (m)   | 9e        | 1e ronde: vrij 2e ronde: W van PUR Vellón: 4-1 3e ronde: V van FIN Lindberg: 1-4                                 |
| Antonio Comaschi    | -60kg (m)   | 17e       | 1e ronde: vrij 2e ronde: V van MGL Altanhuiag: 0-5                                                               |
| Walter Gómez        | -63,5kg (m) | 9e        | 1e ronde: W van POL Pierwieniecki: 5-0 2e ronde: V van BUL Angelov: 1-4                                          |
| Miguel Angel Cuello | -67kg (m)   | 5e        | 1e ronde: W van GDR Sachse: 4-1 2e ronde: V van ROU Culineac: knock-out kwartfinale: V van YUG Parlov: walk-over |

### Hockey
| Olympiër | Discipline | Resultaat | Prestatie |
| --- | ---------- | --------- | --- |
| Ernesto Barreiros Fernando Calp Julio César Cufre Flavio de Giacomi Gerardo Lorenzo Luis Antonio Costa Héctor Marinoni Osvaldo Monti Jorge Piccioli Daniel Portugués Alfredo Quaquarini Horacio Rognoni Alberto Sabbione Jorge Sabbione Gabriel Scally Ovidio Sodor | mannen     | 14e       | groepsfase: G tegen Spanje: 1-1 G tegen België: 1-1 V van Bondsrepubliek Duitsland: 2-1 G tegen Oeganda: 0-0 V van Pakistan: 3-1 V van Frankrijk: 1-0 V van Maleisië: 0-0 13/14e plaats: V van Kenia: 0-1 |

| Groep B |                          |             |             |             |             |            |            |            |        |
| #       | Land                     | Wedstrijden | Wedstrijden | Wedstrijden | Wedstrijden | Doelpunten | Doelpunten | Doelpunten | Punten |
| #       | Land                     | G           | W           | G           | V           | V          | T          | Saldo      | Punten |
| 1       | Bondsrepubliek Duitsland | 7           | 6           | 1           | 0           | 17         | 5          | +12        | 13     |
| 2       | Pakistan                 | 7           | 5           | 1           | 1           | 17         | 6          | +11        | 11     |
| 3       | Maleisië                 | 7           | 4           | 1           | 2           | 9          | 7          | +2         | 9      |
| 4       | Spanje                   | 7           | 2           | 4           | 1           | 9          | 8          | +1         | 8      |
| 5       | België                   | 7           | 2           | 1           | 4           | 8          | 14         | −6         | 5      |
| 6       | Frankrijk                | 7           | 2           | 0           | 5           | 6          | 13         | −7         | 4      |
| 7       | Argentinië               | 7           | 0           | 3           | 4           | 4          | 9          | −5         | 3      |
| 8       | Oeganda                  | 7           | 0           | 3           | 4           | 6          | 14         | −8         | 3      |

| Ronde         | Datum   | Plaats                   | Land | Score      | Land |
| ------------- | ------- | ------------------------ | ---- | ---------- | ---- |
| Groepsfase    |         |                          |      |            |      |
| 27 augustus   | München | Spanje                   | 1-1  | Argentinië |      |
| 28 augustus   | München | België                   | 1-1  | Argentinië |      |
| 29 augustus   | München | Bondsrepubliek Duitsland | 2-1  | Argentinië |      |
| 31 augustus   | München | Argentinië               | 0-0  | Oeganda    |      |
| 1 september   | München | Pakistan                 | 3-1  | Argentinië |      |
| 3 september   | München | Frankrijk                | 1-0  | Argentinië |      |
| 4 september   | München | Maleisië                 | 1-0  | Argentinië |      |
| 13/14e plaats |         |                          |      |            |      |
| 7 september   | München | Argentinië               | 0-1  | Kenia      |      |

### Judo
| Olympiër          | Discipline      | Resultaat | Prestatie                                    |
| ----------------- | --------------- | --------- | -------------------------------------------- |
| Ernesto Barreiros | -80kg (m)       | 19e       | 1e ronde: vrij 2e ronde: V van HUN Ipacs     |
| Ernesto Barreiros | open klasse (m) | 11e       | 1e ronde: vrij 2e ronde: V van JPN Shinomaki |

### Paardensport
| Olympiër                                                                 | Discipline  | Resultaat | Prestatie |
| Eventing                                                                 | Eventing    | Eventing  | Eventing |
| ------------------------------------------------------------------------ | ----------- | --------- | --- |
| José Eugenio Acosta                                                      | individueel | DNF       | dressuur: 71e met 85 strafpunten crosscountry: niet gefinisht                                                                                     |
| Carlos Alvarado                                                          | individueel | DNF       | dressuur: 47e met 64,33 strafpunten crosscountry: niet gefinisht                                                                                  |
| Alejandro Guglielmi                                                      | individueel | DNF       | dressuur: 35e met 59,67 strafpunten crosscountry: niet gefinisht                                                                                  |
| Gerardo Jáuregui                                                         | individueel | 47e       | dressuur: 66e met 77,67 strafpunten crosscountry: 47e met 200,40 strafpunten springconcours: 42e met 23,25 strafpunten totaal: 301,32 strafpunten |
| José Eugenio Acosta Carlos Alvarado Alejandro Guglielmi Gerardo Jáuregui | team        | DNF       | dressuur: 18e met 201,67 strafpunten crosscountry: 11e met 54,40 punten springconcours: niet gefinisht                                            |
| Springconcours                                                           |             |           | |
| Hugo Arrambide                                                           | individueel | 22e       | 1e ronde: 22e met 12 strafpunten |
| Carlos Delía                                                             | individueel | 29e       | 1e ronde: 29e met 12,25 strafpunten |
| Jorge Llambí                                                             | individueel | 22e       | 1e ronde: 22e met 12 strafpunten |
| Hugo Arrambide Jorge Llambí Argentino Molinuevo, Jr. Roberto Tagle       | team        | 8e        | 1e ronde: 8e met 41 strafpunten 2e ronde: 8e met 80 strafpunten totaal: 121 strafpunten                                                           |

### Roeien
| Olympiër | Discipline      | Resultaat | Prestatie                                                                    |
| --- | --------------- | --------- | ---------------------------------------------------------------------------- |
| Alberto Demiddi | skiff (m)       | Zilver    | serie 1: 1e in 7.46,09 halve finale 1: 1e in 8.10,01 finale: 2e in 7.11,53   |
| Ricardo Ibarra Jorge Imaz | dubbel-twee (m) | 15e       | serie 1: 4e in 7.18,28 herkansingen: 3e in 7.22,15                           |
| Rafael Garba Raúl Mazerati Pedro Yucciolino | twee-met (m)    | 19e       | serie 3: 5e in 8.20,19 herkansingen: 4e in 8.31,51                           |
| José Manuel Bugia Oscar de Andrés Tomás Forray Luciano Wilk                                                                                          | vier-zonder (m) | 15e       | serie 2: 3e in 6.59,72 herkansingen: 3e in 7.12,74                           |
| Hugo Aberastegui Héctor Biassini Oscar de Dios Juan Carlos Estol Alfredo Martín Raúl Mazerati Ricardo José Rodríguez Ignacio Ruiz Guillermo Segurado | acht (m)        | 11e       | serie 2: 3e in 6.20,31 halve finale 2: 6e in 6.47,74 finale B: 5e in 6.26,03 |

### Schermen
| Olympiër                                                    | Discipline     | Resultaat | Prestatie |
| ----------------------------------------------------------- | -------------- | --------- | --- |
| Daniel Feraud                                               | degen (m)      | 47e       | 1e ronde groep G: 4e met 2 overwinningen 2e ronde groep E: 5e met 0 overwinningen                                             |
| Guillermo Saucedo                                           | degen (m)      | 17e       | 1e ronde groep F: 5e met 2 overwinningen                                                                                      |
| Omar Vergara                                                | degen (m)      | 26e       | 1e ronde groep D: 4e met 2 overwinningen 2e ronde groep B: 4e met 3 overwinningen                                             |
| Daniel Feraud Fernando Lupiz Guillermo Saucedo Omar Vergara | degen team (m) | 20e       | 1e ronde groep E: 5e met 0 overwinningen                                                                                      |
| Fernando Lupiz                                              | floret (m)     | 42e       | 1e ronde groep F: 5e met 3 overwinningen                                                                                      |
| Guillermo Saucedo                                           | floret (m)     | 23e       | 1e ronde groep C: 3e met 4 overwinningen 2e ronde groep F: 3e met 3 overwinningen kwartfinale groep C: 6e met 0 overwinningen |
| Omar Vergara                                                | floret (m)     | 31e       | 1e ronde groep H: 4e met 2 overwinningen 2e ronde groep A: 6e met 0 overwinningen                                             |
| Fernando Lupiz                                              | sabel (m)      | 41e       | 1e ronde groep E: 5e met 1 overwinning                                                                                        |
| Guillermo Saucedo                                           | sabel (m)      | 40e       | 1e ronde groep C: 3e met 4 overwinningen 2e ronde groep D: 5e met 1 overwinning                                               |
|                                                             |                |           | |
| Sylvia Iannuzzi-San Martín                                  | floret (v)     | 42e       | 1e ronde groep D: 6e met 1 overwinning                                                                                        |

### Schietsport
| Olympiër              | Discipline                 | Resultaat | Prestatie                                          |
| --------------------- | -------------------------- | --------- | -------------------------------------------------- |
| Jorge di Giandoménico | 50m geweer 3 houdingen (m) | 52e       | 1098 punten: (97-96-97-96-88-85-90-87-93-88-91-90) |
| Ricardo Rusticucci    | 50m geweer liggend (m)     | 38e       | 592 punten: (99-100-97-100-97-99)                  |
| Enrique Rebora        | 50m bewegend doel (m)      | 11e       | 547 punten: (279-268)                              |
| Nelson Torno          | 25m snelvuurpistool (m)    | 48e       | 569 punten: (190-194-185)                          |
| Firmo Roberti         | skeet (m)                  | 26e       | 188 punten: (22-23-24-25-24-25-23-22)              |

### Wielersport
| Olympiër                                            | Discipline                    | Resultaat | Prestatie                                                                     |
| Weg                                                 | Weg                           | Weg       | Weg                                                                           |
| --------------------------------------------------- | ----------------------------- | --------- | ----------------------------------------------------------------------------- |
| Roberto Breppe                                      | wegwedstrijd (m)              | DNF       | niet gefinisht                                                                |
| Baan                                                |                               |           |                                                                               |
| Víctor Limba                                        | sprint (m)                    | 46e       | 1e ronde serie 17: 2e 1e ronde herkansing 9: gediskwalificeerd                |
| Carlos Reybaud                                      | sprint (m)                    | 26e       | 1e ronde serie 16: 1e in 11,50 2e ronde serie 4: 2e 2e ronde herkansing 8: 2e |
| Carlos Alvarez                                      | individuele achtervolging (m) | 7e        | kwalificatie: 6e kwartfinale 2: 2e in 4.57,09                                 |
| Carlos Alvarez Raúl Gómez Raúl Halket Ismael Torres | ploegenachtervolging (m)      | 16e       | kwalificatie: 16e                                                             |
| Fernando Jiménez                                    | 1000m tijdrit (m)             | 21e       | 1.10,30                                                                       |

### Worstelen
| Olympiër         | Discipline  | Resultaat   | Prestatie |
| Vrije stijl      | Vrije stijl | Vrije stijl | Vrije stijl |
| ---------------- | ----------- | ----------- | --- |
| Eduardo Maggiolo | -57kg (m)   | 11e         | 1e ronde: W van GUA Fuentes: punten 2e ronde: W van AUS Barry: fall 3e ronde: V van USA Sanders: fall 4e ronde: V van IND Premnath: fall |
| Nestor González  | -74kg (m)   | 22e         | 1e ronde: V van GDR Nitschke: fall 2e ronde: V van TCH Musil: fall                                                                       |
| Jesús Blanco     | -74kg (m)   | 18e         | 1e ronde: V van SUI Martinetti: punten 2e ronde: V van ROU Iorga: fall                                                                   |
| Grieks-Romeins   |             |             | |
| Eduardo Maggiolo | -57kg (m)   | 25e         | 1e ronde: V van POR Grilo: punten 2e ronde: V van FRG Veil: fall                                                                         |
| Nestor González  | -74kg (m)   | 19e         | 1e ronde: V van TUR Türüt: fall 2e ronde: V van TCH Mácha: fall                                                                          |
| Jesús Blanco     | -74kg (m)   | 18e         | 1e ronde: V van TUR Yağmur: fall 2e ronde: V van USA Robinson: fall                                                                      |

### Zeilen
| Olympiër                                    | Discipline | Resultaat | Prestatie                            |
| ------------------------------------------- | ---------- | --------- | ------------------------------------ |
| Roberto Haas                                | finn (m)   | 32e       | 204 punten: (23-31-DNF-28-23-DNF-28) |
| Guillermo Calegari Luis Schenone            | star (m)   | 18e       | 134 punten: (17-17-15-16-17-17-16)   |
| Ricardo Boneo Pedro Ferrero Héctor Campos   | soling (m) | 22e       | 114 punten: (24-25-21-7-16-16)       |
| César Sebök Jorge Alberto Salas Pedro Sisti | draken (m) | 23e       | 123 punten: (19-DSQ-21-21-12-20)     |

### Zwemmen
| Olympiër         | Discipline           | Resultaat | Prestatie                  |
| ---------------- | -------------------- | --------- | -------------------------- |
| Gustavo González | 400m vrije slag (m)  | 35e       | serie 4: 7e in 4.21,22     |
| Gustavo González | 1500m vrije slag (m) | 27e       | serie 2: 7e in 17.23,53    |
| Gustavo González | 100m rugslag (m)     | 32e       | serie 2: 6e in 1.04,16     |
| Gustavo González | 200m rugslag (m)     | 31e       | serie 5: 8e in 2.19,74     |
| Osvaldo Boretto  | 100m schoolslag (m)  | 24e       | serie 6: 4e in 1.09,64     |
| Osvaldo Boretto  | 200m schoolslag (m)  | DSQ       | serie 3: gediskwalificeerd |
|                  |                      |           |                            |
| Silvia Borgini   | 200m vrije slag (v)  | 33e       | serie 2: 6e in 2.23,11     |
| Patricia López   | 400m vrije slag (v)  | 29e       | serie 4: 8e in 4.59,68     |
| Silvia Borgini   | 800m vrije slag (v)  | 33e       | serie 2: 7e in 10.09,19    |
| Patricia López   | 800m vrije slag (v)  | 31e       | serie 4: 7e in 10.06,39    |
| Patricia López   | 100m rugslag (v)     | 33e       | serie 5: 7e in 1.12,13     |
| Patricia López   | 200m rugslag (v)     | 30e       | serie 5: 7e in 2.37,54     |
| Patricia López   | 200m wisselslag (v)  | 41e       | serie 1: 7e in 2.42,08     |
| Silvia Borgini   | 400m wisselslag (v)  | 38e       | serie 1: 8e in 5.44,22     |

Afghanistan · Albanië · Algerije · Amerikaanse Maagdeneilanden · Argentinië · Australië · Bahama's · Barbados · België · Bermuda · Birma · Bolivia · Bondsrepubliek Duitsland · Brazilië · Brits-Honduras · Bulgarije · Canada · Ceylon · Chili · Colombia · Congo-Brazzaville · Costa Rica · Cuba · Dahomey · Denemarken · Dominicaanse Republiek · Duitse Democratische Republiek · Ecuador · Egypte · El Salvador · Ethiopië · Fiji · Filipijnen · Finland · Frankrijk · Gabon · Ghana · Griekenland · Groot-Brittannië · Guatemala · Guyana · Haïti · Hongarije · Hongkong · Ierland · IJsland · India · Indonesië · Iran · Israël · Italië · Ivoorkust · Jamaica · Japan · Joegoslavië · Kameroen · Kenia · Khmerrepubliek · Koeweit · Lesotho · Libanon · Liberia · Liechtenstein · Luxemburg · Madagaskar · Malawi · Maleisië · Mali · Malta · Marokko · Mexico · Monaco · Mongolië · Nederland · Nederlandse Antillen · Nepal · Nicaragua · Nieuw-Zeeland · Niger · Nigeria · Noord-Korea · Noorwegen · Oeganda · Oostenrijk · Opper-Volta · Pakistan · Panama · Paraguay · Peru · Polen · Portugal · Puerto Rico · Roemenië · San Marino · Saoedi-Arabië · Senegal · Singapore · Soedan · Somalië · Sovjet-Unie · Spanje · Suriname · Swaziland · Syrië · Taiwan · Tanzania · Thailand · Togo · Trinidad en Tobago · Tsjaad · Tsjecho-Slowakije · Tunesië · Turkije · Uruguay · Venezuela · Verenigde Staten · Vietnam · Zambia · Zuid-Korea · Zweden · Zwitserland